# 羅珀 (堪薩斯州)
羅珀（英語：Roper）是位於美國堪薩斯州威爾遜縣克利夫頓鎮區的一個非建制地區。

## 地理
羅珀所處的海拔為高於海平面264米（即866英呎），而該地所採用的時區為UTC-6，即北美中部時區（CST）。同時該地設有夏令時間，為UTC-6調快一小時，即UTC-5（CDT）。